# Saint-Just-d’Ardèche
Saint-Just-d’Ardèche ist die südlichste Gemeinde im französischen Département Ardèche. Die Gemeinde mit 1611 Einwohnern (Stand 1. Januar 2022) liegt im Rhonetal zwischen den Städten Bourg-Saint-Andéol und Pont-Saint-Esprit.

## Bevölkerungsentwicklung

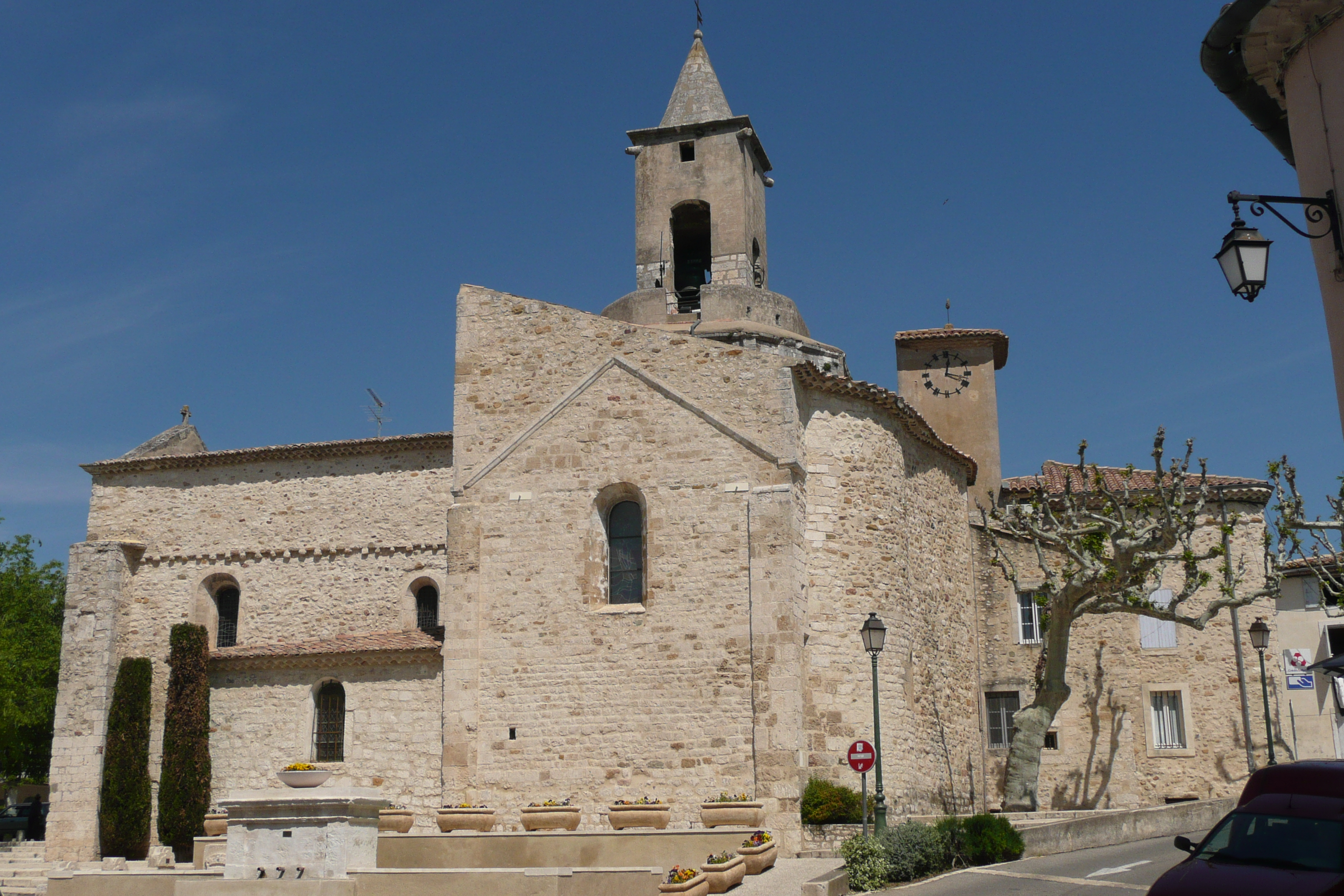
Kirche Saint-Just

| Jahr      | 1962 | 1968 | 1975 | 1982 | 1990 | 1999 | 2007 | 2018 |
| --------- | ---- | ---- | ---- | ---- | ---- | ---- | ---- | ---- |
| Einwohner | 763  | 833  | 770  | 1009 | 1078 | 1162 | 1469 | 1683 |

Quellen: Cassini und INSEE